# Estancia Grande (San Luis)
Estancia Grande es una localidad distante 38 km de la capital de la provincia de San Luis, Argentina, perteneciente al departamento Coronel Pringles, ubicada en el centro de la provincia, sobre las sierras de San Luis.

## Historia
La localidad fue creada el 19 de septiembre de 2008, por decisión del entonces gobernador de la provincia Alberto Rodríguez Saá, comprendiendo los barrios de Estancia Grande, El Durazno Bajo, El Durazno Alto (Ex localidad de El Volcán), El Virorco, Barranquitas, Alto Grande y El Amparo (Ex localidad de El Trapiche). El lugar llamado antiguamente el Carrizal, fue el primer asentamiento fundador de tipo jurídico consolidado en lo que es hoy la provincia de San Luis (1595).

## Población
Cuenta con 53 habitantes (Indec, 2010), lo que representa un aumento del 17% frente a los 42 habitantes (Indec, 2001) del censo anterior.
Según el censo 2022 la población total del municipio fue de 574 personas. En tanto, el número de viviendas registradas fue de 315.
| Gráfica de evolución demográfica de Estancia Grande entre 1980 y 2022 |
|                                                                       |
| Fuente: Censos nacionales del INDEC                                   |

## Diques y obras
- El 28 de diciembre de 2012, se inauguró el Dique Berta Vidal de Battini, ubicado a 30 km de la ciudad de San Luis, en la zona del Durazno por el entonces gobernador Claudio Poggi.[4]

La obra trata de una presa hidráulica de hormigón convencional, que abastecerá de agua cruda para los productores de la región y es actualmente una reserva más de agua potable.
Posee una superficie de embalse de aproximadamente 16 hectáreas y 20 hm³ de volumen de agua.
Este dique suma al número 18 de la presas construidas en la provincia.
- Red de gas natural: el desarrollo de la red domiciliaria de gas continúa avanzando . Se trata de una red de media presión de 32.520 m, con cañerías de polietileno.

El recorrido comienza en la Cámara de Regulación e Potrero de Los Funes y continúa hasta el monolito desde donde se brinda provisión a las localidades de El Volcán y Estancia Grande, por el camino de la Pulperías, ruta provincial N.º 18.
- El 21 de mayo de 2013, se inauguró el Dique La Estrechura, ubicado a 22 km de la ciudad de San Luis, en el camino que une las localidades de Estancia Grande y El Volcán, también inaugurado por el exgobernador Claudio Poggi.

El dique cumple la función de reserva de agua dulce y controla las crecidas del río Volcán, como además fomenta el turismo provincial.
Posee aproximadamente 45 ha con una altura de 21 m y longitud de 175 m.
Este último Dique se convertiría en el número 19 de la provincia puntana.

## Polo Club Estancia Grande
Allí, al pie de las sierras, se encuentra el Polo Club Estancia Grande, se han construido boxes y corrales para 350 caballos y cuatro canchas.
En este lugar se desarrolló el Campeonato Mundial de Polo del 2011 durante la primera quincena de septiembre del mismo año.
En Asamblea General, la Federación Internacional de Polo, designó por unanimidad a Estancia Grande en San Luis, como sede del 9° Campeonato mundial de Polo en Palm Beach, Estado de La Florida, Estados Unidos el 19 de abril de 2010.
La asamblea realizada en Florida, Estados Unidos, también confirmó como sede de dos de los torneos de clasificación: Brasil en América del Sur y Malasia para África, Asia y Oceanía.